# Alemanha nos Jogos Olímpicos de Inverno de 1992
A Alemanha foi um dos sessenta e quatro países que participaram dos Jogos Olímpicos de Inverno de 1992, em Albertville, na França. 